# Kondratowicz
Kondratowicz – polski herb szlachecki z nobilitacji.

## Opis herbu
W polu srebrnym jodła zielona.

## Najwcześniejsze wzmianki
Nadany 20 listopada 1567 Mikicie Kondratowiczowi z Litwy.

## Herbowni
Kondratowicz.